# Херман Брокхаус
Херман Брокхаус (на немски: Hermann Brockhaus) (1806 – 1877 г.) е немски ориенталист, водещ специалист по санскрит и персийски език. Той е син на известния издател Фридрих Арнолд Брокхаус и зет на композитора Рихард Вагнер.

## Биография
Роден на 28 януари 1806 г. в Амстердам, Холандия, той е третият син на известния немски издател на енциклопедии Фридрих Арнолд Брокхаус (Friedrich Arnold Brockhaus). Майка му умира, когато е на 4 години. През това време баща му има трудности с издателската си дейност и той е изпратен при чичо си в Дортмунд, където минават ранните му детски години. През 1814 г. се връща при баща си и заедно с него през 1817 г. се мести в Лайпциг. Завършва началното си образование в едно реномирано частно училище край Дрезден. Когато навършва 14 г. е изпратен в Берлин да учи в гимназия, но скоро се мести в Алтенбург, където през 1825 г. завършва своето средно образование. Баща му умира през лятото на 1823 г. и негов настойник става банкерът Вилхелм Райхенбах. При постъпването в Лайпцигския университет Брокхаус се насочва към езикознание. По това време в Германия много филолози и езиковеди, сред които е и единият от братята му, се интересуват от санскрит и индийската литература. В Лайпциг този предмет още не се преподава и Брокхаус се насочва към изучаването на семитските езици. През пролетта на 1826 г., с разрешение на своя настойник той напуска Лайпциг и се записва в университета в Гьотинген, където освен семитските езици започва да учи санскрит. След това се мести в Бон, където изцяло се концентрира върху санскрит и персийския език. По-късно предприема пътуване зад граница с цел да задълбочи своите познания по интересуващите го теми. Там той прекарва няколко години – отначало в Копенхаген, Париж, след това в Лондон и Оксфорд. През 1835 г. се завръща в родината си с дълбоки познания по санскрит, с които впечатлява научните среди.
Заселва се в Дрезден, където през 1836 г. се жени за Отилия Вагнер, една от сестрите на композитора Рихард Вагнер. Раждат им се двама сина и две дъщери. С Рихард Вагнер поддържа най-близки и сърдечни отношения.
В Дрезден продължава работата върху трудовете, започнати по време на престоя му в чужбина. През 1838 г. защитава дисертация в Лайпцигския университет и придобива титлата доктор по философия. През 1839 г. започва своята преподавателска и научна дейност в университета в Йена, където основава специалността ориенталистика. През 1841 г. е поканен в Лайпцигския университет, където получава място на професор по староиндийски език и литература. Лекциите му са главно за санскрит, пали, авестийски език и китайски език.  Освен с академичната си дейност занимава се и с административно-организационната работа – през 1870– 1871 г. е декан на философския факултет, а през 1872– 1873 г. е ректор на университета. Херман Брокхаус работи в своята Алма матер 35 г. до смъртта си на 5 януари 1877 г.

## Трудове
Сред трудовете на Брокхаус централно място заема издаването на сборника легенди на Сомадева Бхатта „Катхасаритсагара“ (1839 –1866), с което на практика се поставя начало на тяхното изучаване. Всеобщо признание има неговият труд „Über den Druck sanskritischer Werke mit lateinischen Buchstaben“ за отпечатването на санскритските произведения, използвайки латинската азбука (1941 г.). Интерес предизвикват преводите на философската драма на Кришна Мишра „Прабодхачандродая“ и на персийската версия на „Седемте мъдреци“ (1845 г.). Tой спомага за изучаването на зороастризма с публикуването на Вендидад през 1850 г. и допринася към иранистиката в Германия чрез 3-томния превод на стиховете на Хафез (1854 – 1860).
Брокхаус е един от основателите на списанието на Германското източно общество „Zeitschrift der Deutschen Morgenländischen Gesellschaft“, а от 1853 г. е негов редактор в продължение на много години. От 1856 г. редактира енциклопедичното издание „Allgemeine Encyklopädie“ на Йохан Ерш (Johann Samuel Ersch) и Йохан Грубер (Johann Gottfried Gruber).